# 駅は見ている
『駅は見ている』（えきはみている）は、紀行作家宮脇俊三の著した鉄道紀行文である。1997年小学館より単行本刊行。

## 作品概要
“駅は見ている”・“車窓・駅・駅弁”・“フリーきっぷの旅”の3部構成になっている。
“駅は見ている”は、小学館刊行の『JR・私鉄全線全駅各駅停車』（全12巻、1991年 - 1993年）に収録された駅に関するルポルタージュである。また、これ以外については旅行雑誌などに掲載されたものである。

## 構成
駅は見ている
- 夕張駅の移転
- 小牛田駅と古川駅
- 山形駅の二つのゲージ
- 大宮駅の思い出
- 東京駅における新幹線の清掃
- 大手町駅は地下の迷路?
- 横川駅の晩秋の午後
- 北近畿タンゴ鉄道の新しい駅たち
- 大阪駅の新と旧
- 阪急王国の都・梅田駅
- 松山駅と松山東駅
- 門司港駅は重要文化財

車窓・駅・駅弁
- 車窓16選
- 日本の路面電車
- 好きな駅・気になる駅
- 「駅弁」選

フリーきっぷの旅
- 行方定めぬ「阿房列車」-青春18きっぷの旅
- 自由気ままに九州ひとり旅-周遊券の旅
- 田園調布から一九〇円で「台湾」へ-東京路線バスの旅
- 智頭急行と乾宏さん
- 旅行作家でもボヤくことはあります

## 書誌情報
- （小学館、1997年） ISBN 4-09-387237-6
- （角川文庫、2001年） ISBN 4-04-159809-5